# Désordre (album)
Pour les articles homonymes, voir Désordre.
Albums de Hélène Labarrière
J'ai le cafard
(2011)
Désordre est un album de Hélène Labarrière sorti en février 2013. C'est son quatrième album en leader, et le deuxième album de son quartet formé avec François Corneloup au saxophone, Christophe Marguet à la batterie, et Hasse Poulsen à la guitare.
L'album est très bien reçu par la critique spécialisée.

## Description
L'enregistrement de l'album est réalisé en 2011 par Jacky Molard au studio La grande boutique à Langonnet. Le mixage et le mastering sont également assurés par Jacky Molard.

### Musiciens
- François Corneloup, saxophone baryton
- Hélène Labarrière, contrebasse
- Christophe Marguet, batterie
- Hasse Poulsen, guitare

### Liste des titres
Toutes les compositions sont d'Hélène Labarrière, sauf La chanson de Craonne par Adelmar Sablon
| No | Titre                 | Durée       |
| -- | --------------------- | ----------- |
| 1. | Le pouvoir de Loc'ha  | 9 min 00 s  |
| 2. | Désordre              | 5 min 54 s  |
| 3. | In my room            | 11 min 23 s |
| 4. | La chanson de Craonne | 6 min 29 s  |
| 5. | Voleur                | 5 min 57 s  |
| 6. | 10'                   | 8 min 32 s  |
| 7. | Montreuil Mali        | 5 min 03 s  |

## Accueil critique
L'album reçoit un excellent accueil de la part des magazines spécialisés. Il reçoit notamment un « Choc » du magazine Jazz Magazine Jazzman. La critique relève la richesse et la cohérence de l'album, et souligne « le groove, le lyrisme, l'énergie, la puissance mélodique, et la tension entre forme et improvisation ». Désordre est également élu par Citizen Jazz, et classé comme « Oui ! On aime ! » par Culture Jazz.